# Mercedes Sosa
Haydée Mercedes Sosa argentinska pevka in aktivistka, * 9. julij 1935, San Miguel de Tucumán, Argentina, † 4. oktober 2009, Buenos Aires.

## Glasbeno ustvarjanje
Bila je argentinska pevka, ki je v Latinski Ameriki in širom sveta v svoji skoraj šestdesetletni (1950–2009) karieri dosegla veliko prepoznavnost in popularnost. S svojo glasbo, ki izvira iz argentinskih ljudskih pesmi je bila ena izmed glavnih predstavnikov glasbene smeri in gibanja znanega pod imenom nueva cancion. Sodelovala je tudi z drugimi znanimi glasbeniki (Luciano Pavarotti, Shakira, Andrea Bocelli, ...)
S svojimi nastopi se je predstavila na številnih pomembnih krajih, med drugim tudi v Sikstinski kapeli v Vatikanu, v pariškem Théâtre Mogador, v newyorški dvorani Carnegie Hall in rimskem Koloseju. Med njene največje uspešnice spadajo pesmi »Gracias a la vida«, »Cancion con todos«, »Danza de los Machetes«, »Todo cambia« in »Alfonsina y el mar«. Pesmi z njenih štiridesetih albumov se pogosto uporabljajo v filmski industriji.

## Aktivistično delovanje
V času diktature Jorgeja Videle se je kot aktivistka v imenu tistih, ki se sami niso mogli oglašati, zavzemala za uveljavljanje človekovih pravic in demokracije, zaradi česar je bila izgnana v Evropo. Med leti 1979 in 1983 je prebivala v Parizu in Madridu, po padcu režima vojaške vlade pa se je vrnila nazaj v Argentino. V zadnjih letih svojega življenja je delovala tudi kot ambasadorka organizacije UNICEF v Argentini.